# Цар-дзвін

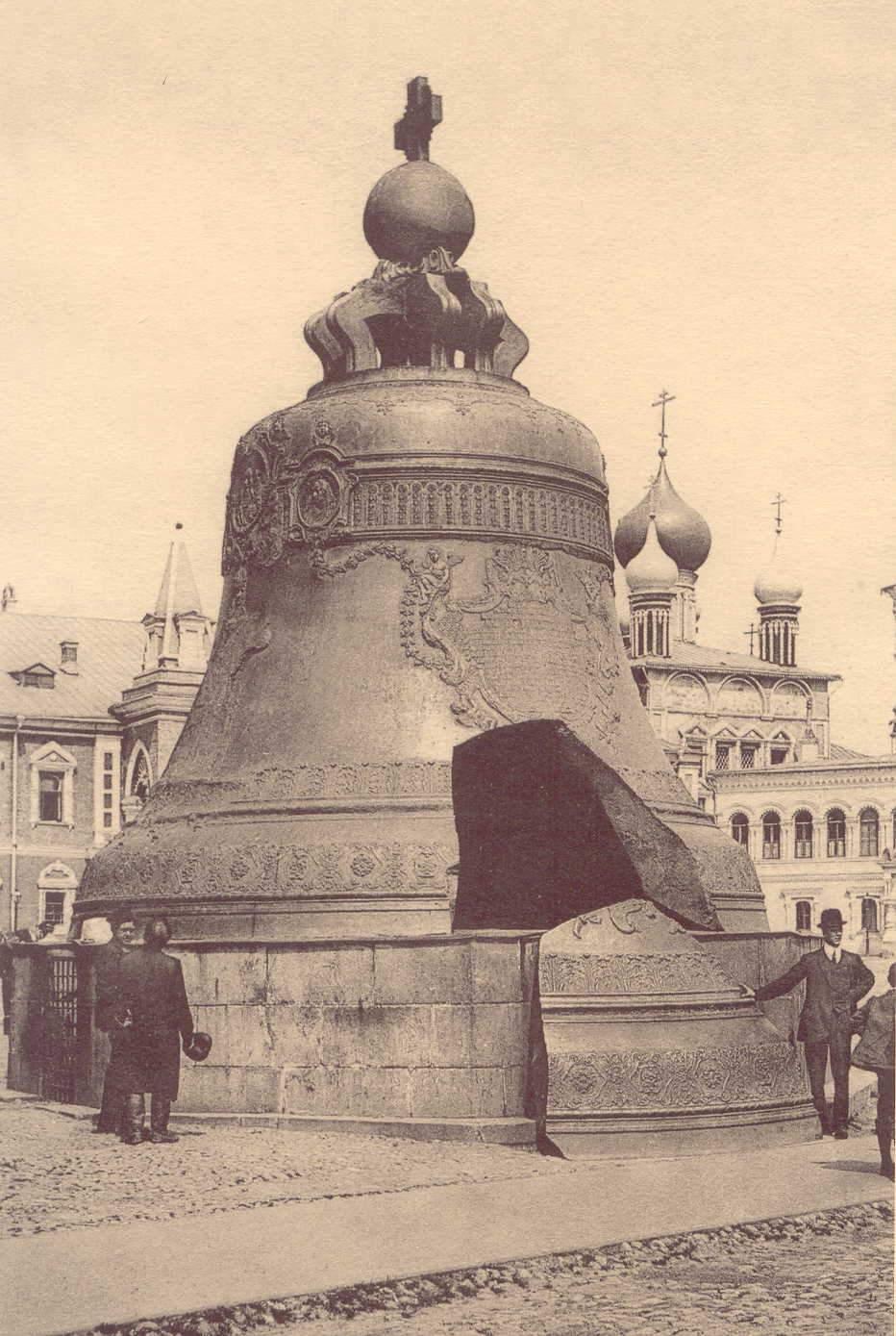
Цар-дзвін. XIX. Фото Шерер, Набгольц & Ко.

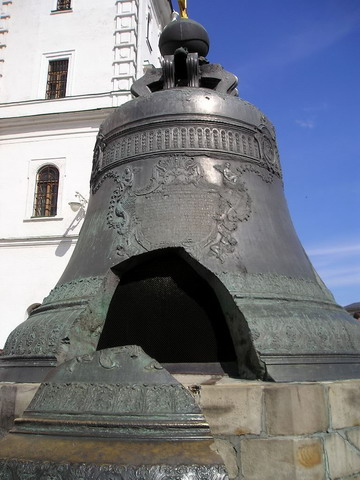
Цар-дзвін, 2004

Цар-дзвін — великий бронзовий дзвін, відлитий російськими майстрами Іваном та Михайлом Моторіними у 1733-1735 на Гарматному дворі за указом імператриці Анни Іванівни. Пам'ятка московського ливарного мистецтва XVIII століття. За прямим призначенням ніколи не використовувався.

## Статистичні дані
- Висота з вушками — 6,14 м;
- Діаметр — 6,6 м;
- Вага — 160 т (10 000 пудів).

## Історія виготовлення
Дзвін був відлитий у Москві, 25 листопада 1735, після півтора років підготовчих робіт. Плавка металу продовжувалася 36 годин, а відливання пройшло всього за 1 годину 12 хвилин. Після охолодження дзвону почалися чеканні роботи, але під час Троїцької пожежі у травні 1737 року загорілись оточуючі дерев'яні конструкції. На розжарений дзвін потрапила вода, і від нього відколовся великий шматок вагою у 11,5 т (700 пудів). Через цей недолік дзвін був залишений у ливарній ямі, де пролежав близько 100 років.
У 1836 «Цар-дзвін» був піднятий з ливарної ями і встановлений у Московському Кремлі на постаменті, який виконали за проектом Огюста Монферрана. Відлиті з бронзи прикраси, портрети і написи були створені В. Кобельовим, П. Галкіним, П. Кохтевим, П. Серебряковим і П. Луковниковим.

## Інші варіації «Цар-дзвонів»
Під назвою «Цар-дзвін» у Московській державі були відомі ще два дзвони. Перший відлили на початку 17 століття, а другий — у 1654. Останній дзвін, який важив близько 130 т, розбився при пожежі у 1701, а його уламки були використані при відливанні «Цар-дзвона» в 1735 році.